# HD 157527
HD 157527 (HR 6472, SAO 185367, 132 G. Ophiuchi) è una stella gigante arancione situata nella costellazione dell'Ofiuco.
Dista circa 302 anni luce dal nostro Sistema solare, e brilla in una magnitudine apparente visuale di 5,82, e di una magnitudine assoluta pari a 0,99.
Esso si muove nella nostra galassia ad una velocità di 57,5 km/s rispetto al sole. La sua orbita Galattica ha un perigalacticon pari a 19200 anni luce e un apogalacticon di 28400 anni luce rispetto al centro galattico.
La sua velocità radiale negativa indica che il sistema si sta avvicinando al nostro sistema solare.
Fra circa 1,5 milioni di anni, si porterà alla minima distanza dal Sole, raggiungendo una magnitudine 2,69 ed a una distanza pari a circa 71 anni luce.

## Occultazioni
Per la sua posizione prossima all'eclittica, è talvolta soggetta ad occultazioni da parte della Luna e, più raramente, dei pianeti, generalmente quelli interni.
L'ultima occultazione lunare si è verificata il 6 febbraio 2013.